# Frans Beijer
Frans Ulrik Petersson Beijer, född 22 juli 1836 i Kågeröds sockens prästgård i dåvarande Malmöhus län, död 24 augusti 1902 i Överjärva, Solna församling, Stockholms län, var en svensk bokförläggare. Han var systerson till järnvägsbyggaren Carl Gottreich Beijer och far till teaterhistorikern Agne Beijer samt förskolepionjären Disa Beijer.
Frans Beijer innehade åren 1863–1868 Gumperts bokhandel i Göteborg. Tillsammans med brodern Gottfrid Beijer (1835–1870) köpte han stegvis 1868 och 1875 Nils Magnus Lindhs bokförlag och drev detta vidare i Stockholm under namnet F. & G. Beijers förlag. Under perioden 1874-1896 köpte firman upp mer än ett tiotal bokförlag, blev 1892 aktiebolag. Bolaget gick på grund av vidlyftiga spekulationer i konkurs 1899 och rekonstruerades därefter 1900, och 1917 köptes upp av Bonniers. Mellan 1883 och 1900 ägde han Tullinge gård och började stycka gårdens mark för villatomter. Även den verksamheten gick i konkurs. Därefter tillbringade Frans Beijer sina sista år i Överjärva norr om Stockholm.
Frans Beijer införde också kringresande bokauktioner över hela Sverige, samt Finland och USA. Han är begravd på Botkyrka kyrkogård.